# Municipio de Manuel Doblado
El Municipio de Manuel Doblado es uno de los cuarenta y seis municipios que conforman el estado mexicano de Guanajuato. Su cabecera municipal es Ciudad Manuel Doblado; cuenta con casi trescientas localidades, casi todas no superan los mil habitantes. Se ubica en el suroeste del estado y su área representa el 2.75% del territorio estatal. Su población en el censo de 2020 fue de 41 240 habitantes.

## Geografía

### Ubicación
El área del territorio municipal comprende 801,10 kilómetros cuadrados, equivalente al 2.67% del territorio de Guanajuato. Asimismo se encuentra asentado sobre El Bajío.
Al norte limita con la ciudad de Purísima del Rincón y con la Sierra Central; al sur, por las sierras y cerros de Las Minillas, Grande, Culiacán, Blanco y Picacho, y al oeste por los estados de Jalisco y Michoacán.

### Clima
El clima es definido como benigno durante el año, se encuentra mediado en los 20.5 °C, teniendo como máximo los 38.5° y la mínima con 2.6 °C, la precipitación pluvial es de 787 milímetros anuales.
El municipio cuenta con tres climas distintos, el sémicalido subhúmedo con lluvias en verano de menor humedad (Acw0) que cubre el 70.61% del territorio municipal, el templado subhúmedo con lluvias en verano de humedad media (C(w1)), con el 23.52% del territorio, y templado subhúmedo con lluvias en verano menor humedad (C(w0)) con el restante 5.87% de la extensión municipal.

## Gobierno y política
Manuel Doblado es uno de los cuarenta y seis municipios libres pertenecientes al Estado de Guanajuato, cuya constitución política establece que:

El Municipio Libre, base de la división territorial del Estado y de su organización política y administrativa, es una Institución de carácter público, constituida por una comunidad de personas, establecida en un territorio delimitado, con personalidad jurídica y patrimonio propio, autónomo en su Gobierno Interior y libre en la administración de su Hacienda.

Los Municipios serán gobernados por un Ayuntamiento. La competencia de los Ayuntamientos se ejercerá en forma exclusiva y no habrá ninguna autoridad intermedia entre los Ayuntamientos y el Gobierno del Estado.
Artículo 106 y 107 de la Constitución Política del Estado de Guanajuato

### Presidentes municipales
| Presidente municipal            | Periodo     | Partido político                     |
| ------------------------------- | ----------- | ------------------------------------ |
| José de Jesús Jaime Ríos        | 1948        |                                      |
| Felipe Flores                   | 1949        |                                      |
| Efrén Hernández Pérez           | 1950-1951   |                                      |
| Felipe Flores                   | 1952-1954   |                                      |
| Enrique Raya Padilla            | 1955-1956   |                                      |
| Juan Barajas Rodríguez          | 1958-1960   |                                      |
| Félix Valdés Becerra            | 1960-1963   |                                      |
| Tadeo Martínez Navarro          | 1964-1965   |                                      |
| José Torres Vargas              | 1965-1966   |                                      |
| Guadalupe Vargas                | 1967-1968   |                                      |
| Crescencio López Bonilla        | 1968-1969   |                                      |
| Tadeo Martínez Sáinz            | 1970-1972   |                                      |
| Arnulfo Rea Estrada             | 1973        |                                      |
| Jesús Maciel Ortiz              | 1974-197    |                                      |
| María del Rosario López Carmona | 1979        |                                      |
| Manuel Serna Arbieta            | 1980-1982   |                                      |
| Beatriz Pérez Arellano          | 1983-1985   |                                      |
| Rogelio Villanueva Fuentes      | 1986-1988   |                                      |
| Pascual Ramírez Córdoba         | 1989-1991   | Partido Revolucionario Institucional |
| Filemón Ramírez Rodríguez       | 1992-1994   | Partido Revolucionario Institucional |
| Jorge Pérez Cabrera             | 1995-1997   | Partido Revolucionario Institucional |
| Pascual Ramírez Córdoba         | 1998-2000   | Partido Revolucionario Institucional |
| Alicia Villanueva Paz           | 2000-2003   | Partido Revolucionario Institucional |
| Ulises Magaña Hernández         | 2003-2006   | Partido Acción Nacional              |
| Leopoldo Villanueva Chávez      | 2006-2009   | Partido Revolucionario Institucional |
| Rodolfo Madrigal Ramírez        | 2009-2012   | Partido Acción Nacional              |
| Manuel Pedroza Ramírez          | 2012-2015   | Partido Revolucionario Institucional |
| Juan Artemio León Zárate        | 2015-2018   | Partido Acción Nacional              |
| Gustavo Adolfo Alfaro Reyes     | 2018-2021   | Partido Revolucionario Institucional |
| Blanca Haydeé Preciado Pérez    | (2021—2024) | Partido Acción Nacional              |

## Demografía
La población total del Municipio de Manuel Doblado en 2020 fue de 41240 habitantes, de los cuales 52% mujeres y 48% hombres. El rango de edad con mayor presencia en la pirámide demográfica es de 5 a 9 años y el de menor de 80 a 84 años.
El Municipio de Ciudad Manuel Doblado se encuentra ubicado en medio de dos municipios en proceso de concreción de Zona Metropolitana, al norte el municipio de León (Zona Metropolitana con San Francisco, Purísima del Rincón y Silao) y hacia el sur el municipio de Pénjamo (Zona Metropolitana de Pénjamo-La Piedad).

### Localidades
En el censo de 2020 el municipio de Manuel Doblado contaba con 272 localidades.
| Código INEGI      | Localidad             | Población (2020) |
| ----------------- | --------------------- | ---------------- |
| 110080001         | Ciudad Manuel Doblado | 16 092           |
| 110080039         | Frías                 | 1 283            |
| 110080015         | Calzada del Tepozán   | 1 261            |
| 110080045         | Guayabo de Santa Rita | 1 066            |
| 110080124         | San Juan de la Puerta | 1 009            |
| Otras localidades | Otras localidades     | 20 529           |
| Total municipal   | Total municipal       | 41 240           |

Su cabecera municipal, Ciudad Manuel Doblado, es con mucho la más poblada y la única ciudad en la lista (zona urbana), siendo el resto pertenecientes al área rural.

### Hablantes de lenguas indígenas
El municipio cuenta con treinta hablantes de lenguas indígenas, de las cuales dieciocho son de huichol y doce tarasco.